# Rio Ceahod
O Rio Ceahod é um rio da Romênia, afluente do Belcina, localizado no distrito de Harghita.